# پایلوت
پایلوت (انگلیسی: Pilot) شرکت نوشت‌افزار ژاپنی است، که در سال ۱۹۱۸ تأسیس شد.